# Микролакс
«Микролакс» (Microlax) — пятимиллилитровый тюбик с жидким гелем, способствующий облегчению опорожнения кишечника, микроклизма быстрого действия со слабительным эффектом. По АТХ-системе (анатомо-терапевтическо-химической классификации) «Микролакс» относится к группе A06 (Слабительные препараты).
Основные действующие вещества: лаурилсульфоацетат натрия (0,90 % вес/объем) и цитрат натрия (9,0 % вес/объем).

## История
1960 — Микроклизма «Микролакс» была создана в Швеции для компании «Pharmacia». Её разработчиками являются Поль Гуннар Эмбринг из Уппсалы и Пер Ове Маттссон из Стокгольма. Изначально препарат был задуман как средство для очищения кишечника перед рентгенографическим исследованием «без риска нарушить баланс жидкости в организме».
В продажу препарат поступил 16 июня 1960 года.
1962 — Торговая марка «Микролакс» была зарегистрирована в США 20 февраля 1962 года.
1963 — В мае 1963 года в датском журнале «Ugeskrift for Læger» (Еженедельный журнал для терапевтов) была опубликована первая медицинская статья о препарате «Микролакс».
1964 — Было приведено тестирование микроклизмы с содержанием цитрата натрия и лаурилсульфоацетата натрия при подготовке кишечника к ректороманоскопии. Результаты были опубликованы в Американском журнале проктологии.
1965 — В журнале «Ugeskrift for Læger» были опубликованы результаты сравнительного исследования препарата «Микролакс» и клизмы.
1967 — В «Медицинском журнале Австралии» была опубликована статья «Применение микроклизмы при подготовке к ректороманоскопии», доказывающая достоверность исследований, проведенных в США в 1964 году, и подтверждающая эффективность применения препарата «Микролакс» при подготовке к ректороманоскопии.
1996 — В исследовании, опубликованном в «Журнале Королевского медицинского сообщества», было выдвинуто предложение выдавать микроклизмы «Микролакс» всем пациентам, которым назначена ректороманоскопия.

## Медицинское применение
«Микролакс» применяется главным образом для лечения запора.
В хирургии препарат применяется для предоперационной очистки кишечника.
В клинических исследованиях «Микролакс» используется перед рентгенографическим исследованием или физическим обследованием кишечника.
«Микролакс» можно давать детям, препарат не имеет ограничений по возрасту. Для детей младше трех лет рекомендуется вводить аппликатор на половину длины.
«Микролакс» можно применять во время беременности.
Препарат можно использовать в качестве слабительного средства в послеродовой период, он совместим с грудным вскармливанием.

«Микролакс» (как и другие солевые слабительные) не рекомендуется применять при флегмоне кишечника. 

## Побочные эффекты
Возможные побочные эффекты препарата «Микролакс»:
- легкое ощущение жжения в ректальной области,
- в отдельных случаях аллергия или необычная реакция.

## Состав
Микроклизма «Микролакс» (5 мл) содержит 450 мг цитрата натрия, 45 мг лаурилсульфоацетата натрия, 3,125 г сорбитола, глицерин, сорбиновую кислоту и воду.

## Механизм действия
Натриевая соль лимонной кислоты (цитрат натрия) является одним из самых эффективных осмотических слабительных веществ (по эффективности уступает только цитрату магния). Слабительное действие обусловлено возникновением осмотического дисбаланса, в результате чего связанная вода каловых масс вытесняется и поступает в толстую кишку. Увеличение количества воды способствует разжижению каловых масс.
Натрия лаурилсульфоацетат усиливает увлажняющую и проникающую способность раствора, сорбитол усиливает водо-высвобождающее воздействие цитрата натрия, глицерин облегчает процесс опорожнения.
Комбинированное действие компонентов препарата «Микролакс» способствует смягчению твердых каловых масс и устранению запора за очень короткий период времени (обычно от 2 до 15 минут).
Компоненты препарата «Микролакс» не абсорбируется организмом, не распределяются по нему и не усваиваются, все компоненты выводятся с каловыми массами.